# Лейтроп (Калифорния)
Лейтроп (англ. Lathrop) — город в округе Сан-Хоакин в штате Калифорния в Соединённых Штатах Америки.
Согласно данным переписи населения США 2020 года число жителей города 
составляло 28 701 человек, что, для такого небольшого населённого пункта, существенно больше (+ 59,2%), чем было во время предыдущей переписи проводившейся в 2010 году (18 023 человек).

## История
Город был основан около 1868 года, когда первая трансконтинентальная железная дорога была продлена до этого района после спора между президентом Central Pacific Railroad Леландом Стэнфордом и городом Стоктон. Обе стороны заключили соглашение о праве прохода для строительства железной дороги через Стоктон, но когда городские власти задержались с решением, где должна проходить трасса, Стэнфорд решил вместо этого построить железную дорогу в обход Стоктона и основать новый город вдоль маршрута.
Новый город был разделен на 16 частей вокруг места расположения железнодорожного депо под названием Wilson’s Station на развилке, построенной для смены вагонов. Вскоре после этого там были построены магазин и школа. В 1869 году район был переименован в честь жены Л. Стэнфорда, Джейн (урожденной Лейтроп), и её брата Чарльза Латропа, который работал у Лиланда инженером.
6 сентября 1869 года компания завершила строительство моста через реку Сан-Хоакин в Лейтропе. Это завершило последний западный отрезок трансконтинентальной железной дороги до побережья Тихого океана, с первым прямым поездом, прибывшим тем же вечером, сделав Латроп важным пунктом разделения и железнодорожной остановкой.
В 1871 году в Лейтропе открылось первое отделение Почтовой службы США. В том же году железная дорога построила отель за 50 000 долларов под названием Hotel Lathrop, который был одним из крупнейших отелей того времени в штате Калифорния.
1 июля 1989 года сообщество было включено в реестр штата Калифорния и Лейтроп официально получил статус города.
По переписи 1890 года население сообщества составило 577 человек и с тех пор оно увеличивалось каждое десятилетие не менее, чем на 50 процентов, достигнув в 2023 году отметки в 39 857 человек, что на 38,9 % процентов больше, чем показала перепись проведённая всего тремя годами ранее.

## География
Река Сан-Хоакин протекает через центр города, а западнее Лейтропа находится долина реки Олд-Ривер.
Согласно данным представленным Бюро переписи населения США, город занимает площадь 23,0 квадратных мили (60 км2), из которых 1,1 квадратных мили (2,8 км2 или 4,79%) приходится на водную поверхность, а всё остальное занимает суша.